# Карл (ландграф Гессен-Филипсталь-Бархфельда)
Карл Август Филипп Людвиг Гессен-Филипсталь-Бархфельдский (нем. Karl August Philipp Ludwig von Hessen-Philippsthal-Barchfeld; 27 июня 1784, Бархфельд, Тюрингия — 17 июля 1854, Филипсталь, Гессен) — ландграф Гессен-Филипсталь-Бархфельда из Гессенского дома.

## Биография
Карл — сын ландграфа Адольфа Гессен-Филипсталь-Бархфельдского и его супруги Луизы Саксен-Мейнингенской, дочери герцога Антона Ульриха Саксен-Мейнингенского. Наследовал отцу в 1803 году. Служил в прусской армии, затем перешёл на службу России и участвовал в наполеоновских войнах, в том числе в Бородинской битве. Уволившись из российской армии, в 1836 году получил в Гессене звание генерал-лейтенанта. Проживал в замке Аугустенау Херлесхаузен.

## Потомки
19 июля 1816 года Карл женился в Эрингене на Августе (1793—1821), дочери князя Фридриха Людвига Гогенлоэ-Ингельфингена. В этом браке родились:
- Берта (1818—1888), замужем за князем Людвигом Бентгейм-Штейнфуртским (1812—1890)
- Эмилия (1821—1836).

Во второй раз ландграф Карл женился 10 сентября 1823 года в Штайнфурте на Софии (1794—1873), дочери князя Людвига Вильгельма Гельдрикуса Эрнста Бентгейм-Штейнфуртского. Во втором браке родились:
- Виктор (1824—1846)
- Александр (1826—1841)
- Алексис (1829—1905), ландграф Гессен-Филипсталь-Бархфельда, женат на Луизе Прусской (1829—1901)
- Вильгельм (1831—1890), женат на Марии Ганауской (1839—1917), затем на Юлиане Бентгейм-Штейнфуртской (1842—1878), затем на Аделаиде Бентгейм-Штейнфуртской (1840—1880), затем на Августе Шлезвиг-Гольштейн-Зондербург-Глюксбургской (1844—1932).